# Чукса (село)
Чукса — село в Пластовском районе Челябинской области России. Входит в Кочкарское сельское поселение.

## История
Основано села в 1752 году, на земле башкира Чукляра. Первые переселенцы были выходцы из деревни Черемашка Бугульминского уезда Самарской губернии. В 1763 в документах 3-й Генеральной ревизии деревня упоминалась в составе территории Верхне-Увельского уезда. По данным статистики за 1873 год в деревни было около 70 дворов, а в 1889 уже 117 дворов.
Зимой 1929 появился колхоз имени Будённого (с 1957 стал называться «40 лет Октября»).

## География
Находится в лесостепной части региона. Рядом множество лесов, река Чукса. Расстояние от села до районного центра — города Пласт 16 км.
Улицы
- Заречная улица
- Улица Новоселов
- Центральная улица

## Население
| 2002 | 2010 |
| ---- | ---- |
| 211  | ↘207 |

## Инфраструктура
- Дом культуры
- Детский сад Чуксинское МКДОУ д/с № 22 «Радуга»
- База отдыха «Лесное озеро»
- ООО «Коелга»

## Транспорт
Село связано грунтовой дорогой с центром сельского поселения с. Кочкарь — 8 км.
Начальный пункт автодороги «Кочкарь — Варламово» (идентификационный номер 74 ОП РЗ 75К-197) длиной 10,851 км. (Постановление Правительства Челябинской области от 18.03.2015 № 108-П «О Перечне областных автомобильных дорог общего пользования регионального или межмуниципального значения, являющихся собственностью Челябинской области по состоянию на 1 января 2015 года» (вместе с «Перечнем областных автомобильных дорог общего пользования регионального или межмуниципального значения, являющихся собственностью Челябинской области по состоянию на 1 января 2015 года»)).